# Lesotho Highlands Water Project

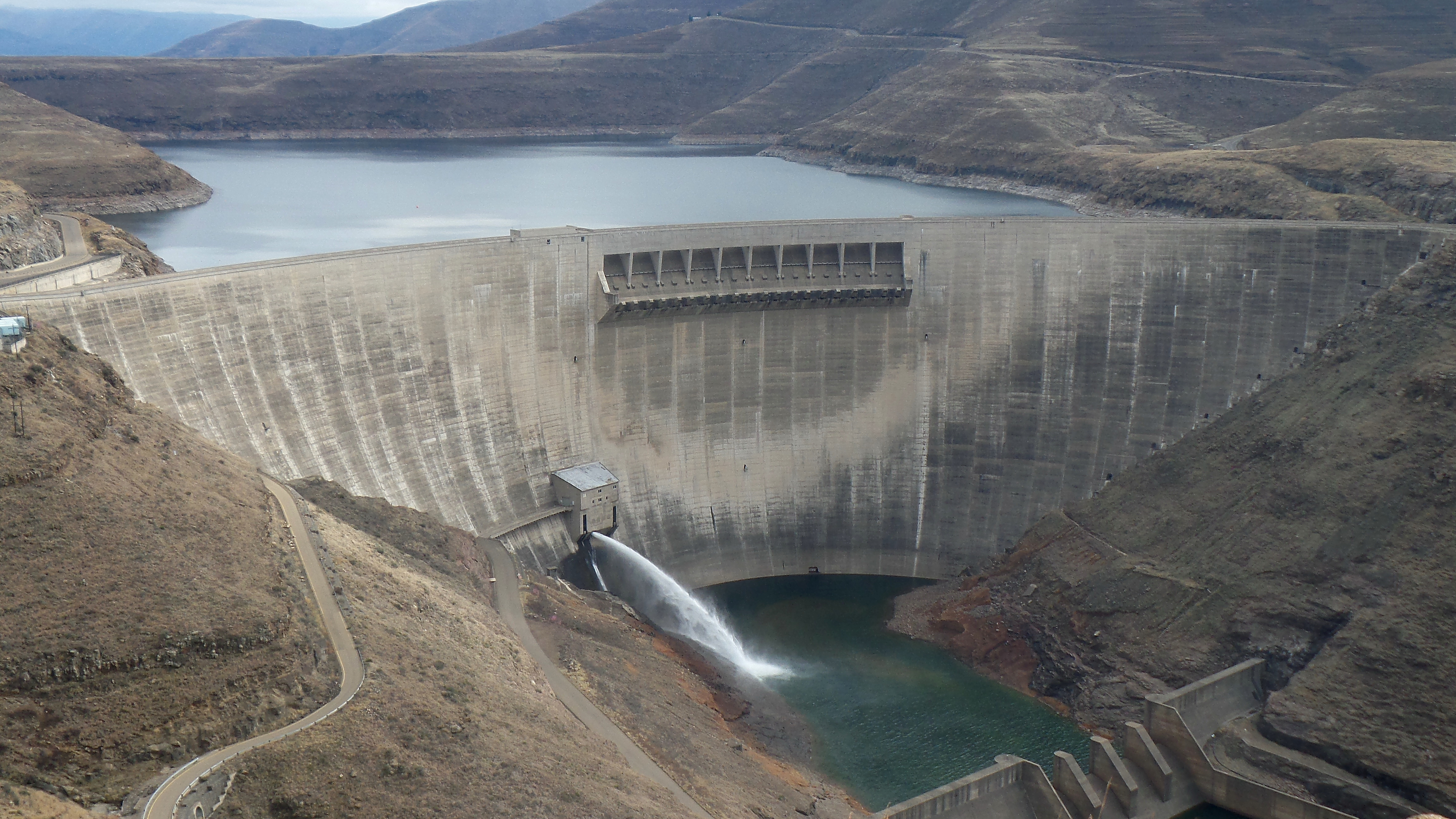
Zapora Katse

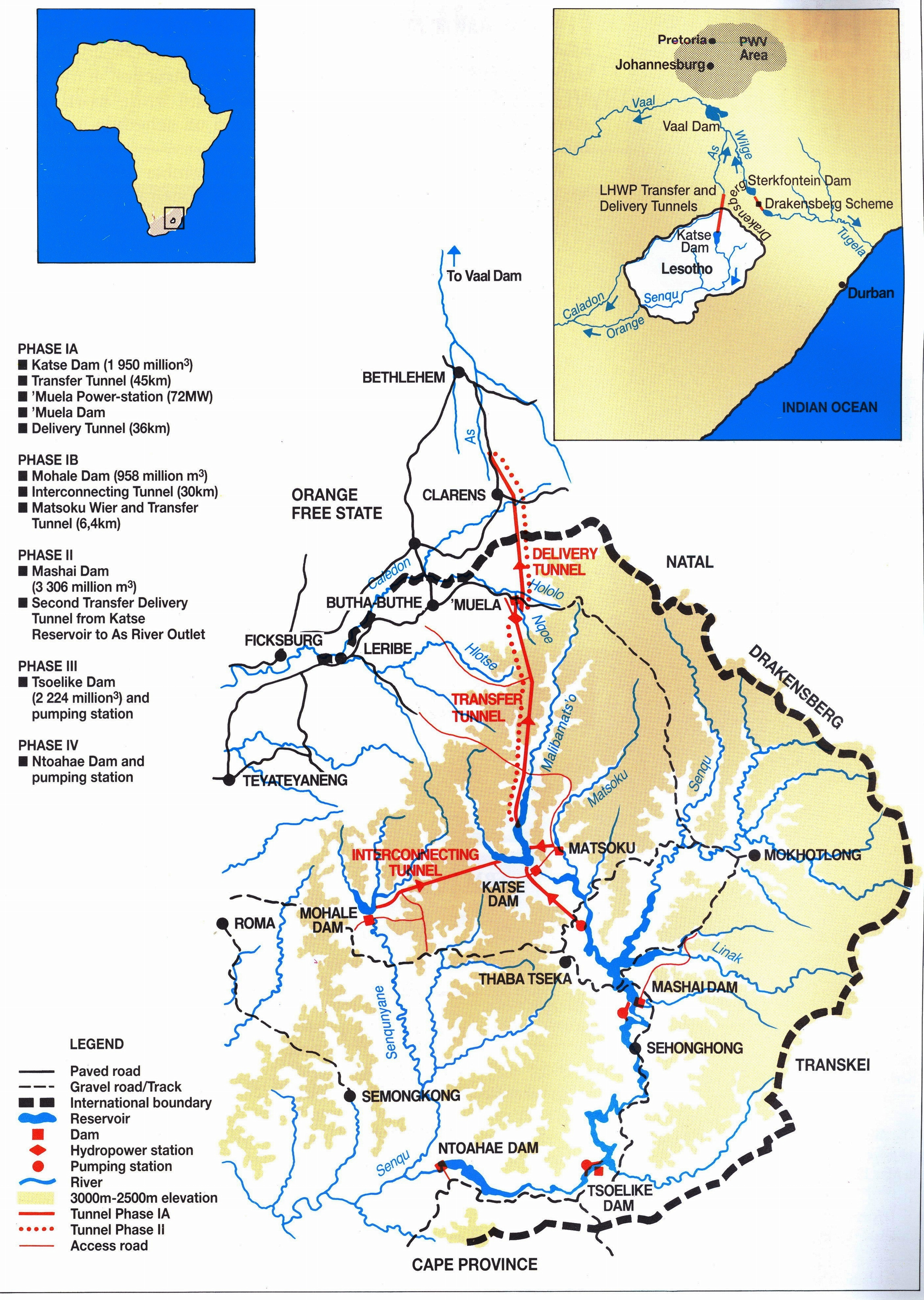
Mapa projektu

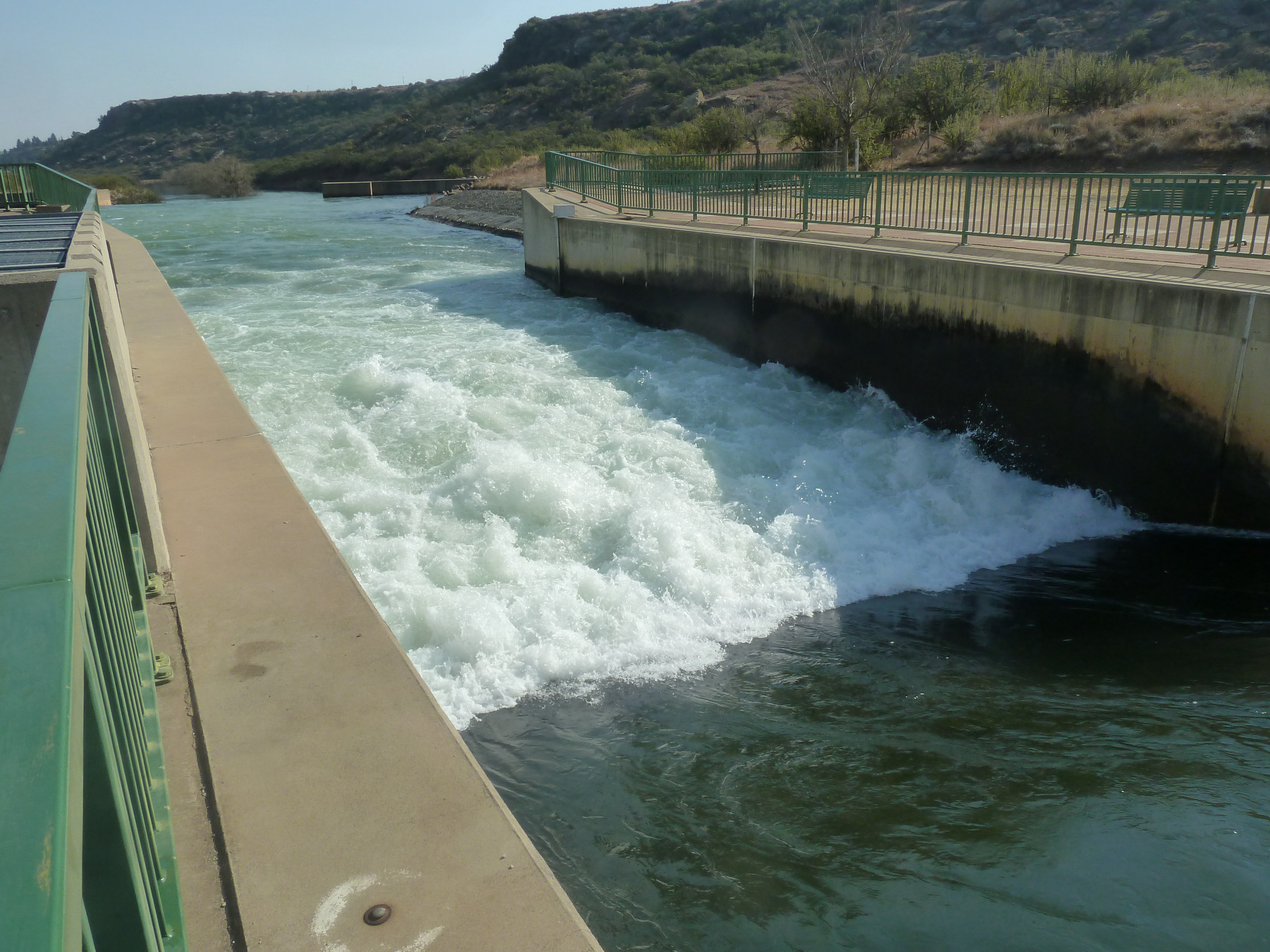
Ujscie wody z Lesotho do rzeki As

Lesotho Highlands Water Project – wspólny projekt Lesotho i Południowej Afryki budowy zapór na rzekach w Lesotho, mający na celu dostarczenie wody do RPA, produkcję energii elektrycznej i rozwój infrastruktury Lesotho.
Idea transportu wody z gór Maloti na rolniczo wykorzystane tereny RPA pojawiła się w latach 50. XX wieku, jeszcze gdy Lesoho było protektoratem Wielkiej Brytanii, ale nie zyskała poparcia RPA. Zapatrywania w RPA zmieniły się po suszach, które dotknęły ten kraj w latach 60. XX wieku. Wtedy jednak nie podjęto współpracy z powodów politycznych. Dopiero w 1978 przeprowadzono studium wykonalności, a w 1983 podpisano porozumienie o budowie systemu. Prace rozpoczęto w 1986.
Plan obejmował budowę pięciu zapór tworzących zbiorniki wodne, tuneli transportujących wodę oraz elektrowni i towarzyszącej infrastruktury. Zakładano, że docelowa wydajność projektu wyniesie 70 m³/s wody dostarczonej do RPA. Spływ z rzek lesotyjskich ma wspomóc Orange River Project działający w RPA.
W pierwszym etapie, zakończonym w 2004, kosztem 4 miliardów USD zbudowano zapory Katse, Mohale i Muela z elektrownią wodną oraz 82 km tuneli łączących powstałe zbiorniki wodne z RPA. Budowie zasadniczych elementów towarzyszyła budowa infrastruktury pomocniczej: asfaltowych dróg, mostów, miejsc zamieszkania oraz inwestycje chroniące środowisko naturalne, a także programy socjalne.
Etap drugi obejmuje budowę zapory Polihali i 38 kilometrowego tunelu, doprowadzającego wodę do zbiornika przy zaporze Katse. Rozważa się też budowę elektrowni wodnej tradycyjnej oraz szczytowo-pompowej. Przewiduje się zakończenie tego etapu około roku 2024.
Lesotho Highlands Water Project ma bardzo duży wpływ na gospodarkę Lesotho. Do lat 90. XX wieku wzrost gospodarczy w tym kraju wynosił około 3-4% rocznie. W latach 90. wzrósł do kilkunastu procent. Zyski ze sprzedaży wody do RPA stanowią około 10% wpływów do krajowego budżetu. Do czasu uruchomienia elektrowni, Lesotho importowało z RPA 90% zużywanej energii elektrycznej, obecnie ma już nadwyżki energii, którą również sprzedaje do Południowej Afryki. W ramach projektu wybudowano też około tysiąca kilometrów dobrych dróg.

## Kontrowersje
W związku z realizacją projektu pojawiły się głosy krytyczne. Podnoszono, że kraj sprzedaje wodę, mimo że kilka procent mieszkańców nie ma dostępu do wody dobrej jakości. Istnieją obawy o wpływ jezior na lokalny klimat. Część ludności musiała zostać przesiedlona. Zwraca się uwagę na sprawy niejasnych finansów (w czasie realizacji projektu wybuchła afera korupcyjna, w którą zamieszani są politycy i międzynarodowe koncerny) oraz słabą redystrybucję zysków.